# Euphaedra margueriteae
Euphaedra margueriteae is een vlinder uit de onderfamilie Limenitidinae van de familie Nymphalidae. De wetenschappelijke naam van de soort is voor het eerst geldig gepubliceerd in 1978 door Jacques Hecq.